# Kutiny
Kutiny (893 m) – szczyt w Niżnych Tatrach na Słowacji. Należy do tzw. Grupy Salatynów.
Kutiny wznoszą się w północnym grzbiecie szczytu Ostré (1062 m). Północne stoki opadają na przełęcz Brdisko oddzielającą Kutiny od Borovnika. Stoki zachodnie opadają do doliny Revúcy, u ich podnóży znajduje się należąca do Rużomberka dzielnica Biely Potok. Stoki wschodnie opadają do dość płytkiej i suchej dolinki oddzielającej Kutiny od grzbietu Kudráka.
Kutiny zbudowane są ze skał wapiennych i całkowicie porośnięte są lasem. Znajdują się poza granicami Parku Narodowego Niżne Tatry.

## Turystyka
Przez Kutiny prowadzi zielony szlak turystyczny. Na przełęczy odgałęzia się od niej również zielony szlak  prowadzący na szczyt Borovniska.
  Biely Potok (Rużomberk) – Brdisko – Kutiny – Ostré – sedlo Teplice – Priehyba – Brankov – sedlo Jama – Veľký Brankov – Podsuchá. Odległość 11,6 km, suma podejść 1000 m, suma zejść 955 m, czas przejścia 5,10 h (z powrotem 5,20 h).